# Patrick Puydebat
Patrick Puydebat, né le 12 juillet 1971 à Neuilly-sur-Seine, est un acteur et animateur français, connu pour son rôle de Nicolas dans Les Mystères de l'amour, depuis 2011. Ce rôle à la télévision le rend célèbre depuis 1992, avec la sitcom Hélène et les Garçons et ses séries dérivées, comme Le Miracle de l'amour et Les Vacances de l'amour.

## Carrière
Issu du Cours Florent, il est principalement connu pour avoir incarné le personnage de Nicolas Vernier dans plusieurs séries d'AB Productions. Ce personnage a été le petit ami d'Hélène Girard dans Hélène et les Garçons (1992-1994), puis, dans Le Miracle de l'amour (1994-1996), avant de devenir le fiancé de Jeanne Garnier dans Les Vacances de l'amour (1996-2004) enfin depuis 2011 dans Les Mystères de l'amour.
Contrairement à son personnage sage et responsable, l'acteur connaît une jeunesse agitée en dehors des plateaux d'Hélène et les garçons au point d'être renvoyé temporairement de la série (son absence étant expliquée par le service militaire de Nicolas) avant d'être réintégré. Les tensions entre lui et l'actrice principale, Hélène, s'apaisent enfin au point que les deux comédiens vont devenir de véritables amis et vivre quelques années ensemble.
Sur le tournage des Vacances de l'amour, Patrick Puydebat est régulièrement passé derrière la caméra (mise en scène et production) et a parallèlement créé sa propre maison de production, DayNight Productions. En 2002, il a notamment produit un court métrage intitulé L'R2 rien dont il était aussi scénariste et réalisateur.
Passer de l'autre côté de la caméra ne l'a cependant pas empêché de continuer sa carrière de comédien, il a par exemple fait une apparition en tant qu'avocat dans la série SOS 18 ou bien encore dans les séries RIS police scientifique et Camping Paradis. On a pu le voir aussi dans plusieurs émissions télévisées : Fort Boyard, Ça se discute et Le Maillon faible.
Il participe en 2004 une première fois à Fort Boyard.
Il est également apparu en 2008 dans les publicités pour les cuisines Ixina en France et en Belgique. Du 10 janvier au 22 février 2009, il fut le personnage principal d'une fiction de Jean-François Porry : Pat et les Filles. On a pu le voir faire une apparition dans le dernier épisode de la saison 2 d'Hero Corp.
Le 1er juin 2010, il a retrouvé son personnage de Nicolas[source secondaire souhaitée] pour tourner la suite de la trilogie qui l'a rendu célèbre, Les Mystères de l'amour.
En 2012, il joue son propre rôle dans le court métrage de Mathias Gomis[source secondaire souhaitée], Bienvenue aux Acteurs Anonymes.
En 2012, il participe pour la seconde fois à Fort Boyard sur France 2, et cette fois avec Hélène Rolles.
En 2013, il participe à Splash sur TF1[pertinence contestée].
Dans l'épisode Musical Camping de la série Camping Paradis (saison 5, épisode 4), diffusé le 6 janvier 2014 sur TF1, il interprète le rôle de Guillaume[source secondaire souhaitée], l'ex-petit ami d'Aurélie (Aurélie Konaté).
En 2014, il joue dans un épisode[source secondaire souhaitée] de la série Commissaire Magellan, diffusée sur France 3.

## Émissions de télévision

### Animateur et producteur
Du 20 mars 2008 au 19 juin 2009, il a animé, sur IDF1, diverses émissions dont il assurait aussi la production artistique.
- IDF1 Matin en compagnie d'Isabelle Bouysse, du lundi au samedi de 7 h à 9 h (du 20 mars 2008 au 20 mars 2009).
- IDF1 Midi aux côtés de Laure Guibert en direct du lundi au vendredi de 12 h à 14h (du 20 mars 2008 au 20 juin 2009).
- IDF1 C Vous avec Isabelle Bouysse en direct du lundi au vendredi de 19 h à 20 h (du 26 janvier au 14 mai 2009).
- Avocats en direct, chaque lundi de 11 h à 12 h (du 27 avril au 18 mai 2009).

Il a aussi participé à Pas de Pitié Pour Le Net (PPPLN) avec Dorothée, Ariane, Jacky, Julie, Ludo et Damien durant l'année 2008.
Fin 2009, il est de retour sur IDF1 pour quelques émissions[source secondaire souhaitée] :
- IDF1 Matin en compagnie de Laure Guibert, du lundi au vendredi, de 7 h à 8 h 30 (du 21 septembre 2009 au 16 avril 2010).

### Participant/candidat
- 2004 et 2012 : Fort Boyard sur France 2
- 2013 : Splash le grand plongeon sur TF1
- 2015 : Le Grand Match des années 90 sur D8
- 2017 : Le Grand Blind test sur TF1
- 2019 : La vie secrète des chats sur TF1
- 2020 : Un dîner presque parfait sur W9 : candidat
- 2023 : Ça commence aujourd'hui  sur France 2 : invité
- 2025 : The Island : l’île du bagne sur M6 : candidat

## Filmographie

### Télévision
- 1992 : Premiers baisers : Nicolas
- 1992-1994 : Hélène et les Garçons : Nicolas
- 1993 : Famille fou rire : Nicolas
- 1994-1995 : Le Miracle de l'amour : Nicolas
- 1996-2004 : Les Vacances de l'amour : Nicolas
- 2002 : L'R2 rien (court métrage) : réalisateur
- 2002 : Sous le soleil  : Yann Kersen
- 2008 : SOS 18 : l'avocat (saison 2 épisode 2)
- 2008 : RIS police scientifique : l'escaladeur mort
- 2009 : Pat et les filles : lui-même
- 2009 : Hero Corp : Vampire de jour
- 2009 : Comprendre et pardonner (saison 1 épisode 23)
- Depuis 2011 : Les Mystères de l'amour : Nicolas
- 2012 : Bienvenue aux acteurs anonymes (court métrage) : lui-même
- 2014 : Commissaire Magellan : Marc Larrivet (saison 1 épisode 16)
- 2014 : Camping Paradis : Guillaume (saison 5 épisode 4)
- 2015 : Mon frigo m'a dit : invité
- 2016 : À votre service de Florian Hessique : Dédé
- 2020 : Camping Paradis Allumer le camping : Patrice Pelletier
- 2021 : Carrément Craignos, de Jean-Pascal Zadi : Renard[3]
- 2023 : En place : gendarme (saison 1 épisode 6)

## Théâtre
- 2018 : Un baby sitting explosif ! d'Alexandre Papias, mise en scène de Hugo Rezeda, Théâtre des Blancs-Manteaux.